# Meago Saga
Meago Saga – komiks autorstwa Magdaleny Kani. Wydawany w Polsce przez Studio JG. Ukazały się dwa tomy, a także "Meago Saga Sketchbook"' i "Meago Saga. Essentials" zawierający kilkadziesiąt stron z niepublikowanymi szkicami, jakie powstały podczas prac nad pierwszym i drugim tomem serii.
W 2009 roku seria została opisana jako jeden z dwóch najpopularniejszych tytułów Studia JG. Seria została opisana jako "Pierwszym większy sukces polskiej mangi", osiągając dobre wyniki sprzedaży. Recenzenci i fani chwali warsztat autorki, aczkolwiek fabuła i bohaterowie były bardziej krytykowane
W roku 2010 seria doczekała się także kontynuacji zatytułowanej "The Reids" opowiadającej o młodości bohaterów. Obydwie serie nie były jednak od tego czasu kontynuowane.

## Fabuła
Archeolog Bob Reid, wraz z córką Miną i demonem zamkniętym w ludzkim ciele, Serene Meago, poszukują Haru Elamo, czyli instrukcji uwalniania demonów. Ten sam artefakt pragnie zdobyć brat Meago, Gent Gloomy, w czym pomaga mu podziemna księżniczka imieniem Lithia. Ten, komu uda się odnaleźć boski skrypt, będzie w stanie zniszczyć całą ludzkość.

## Bohaterowie
- Serene Meago – demon zapieczętowany w ludzkim ciele. Uwielbia słodycze. Został stworzony z promieni słonecznych. Posiada kwiatową wróżkę o imieniu Daffodil.
- Mina Reid – córka Boba Reida i przyjaciółka Meago.
- Bob Reid – znany archeolog
- Gent Gloomy – brat Meago. Został stworzony z blasku księżyca.
- Agi-Hackle – demon mający władzę nad ogniem, stoi po stronie ludzi.
- Daffodil – kwiatowa wróżka należąca do Meago.
- Lithia – podziemna księżniczka sympatyzująca z Gentem.